# Caramell
Caramell — шведская музыкальная группа, поющая в стиле Eurodance и Bubblegum dance. Группа состоит из певиц Malin и Katia и их продюсеров Jorge «Vasco» Vasconcelo и Juha «Millboy» Myllylä.
Их сингл «Om du var min», выпущенный 25 апреля 1999 года, целую неделю держался на первом месте во всех шведских чартах.
После своего распада в 2002 году группа преимущественно известна по треку "Caramelldansen", ставшим частью Интернет-мема.
Группа воссоединилась для концерта "Vi som älskar 90-talet" в Стокгольме в 2018 году.